# Ruhrland-Kaserne
Die zuletzt Ruhrland-Kaserne genannte militärische Kaserne stand von 1938 bis 1994 auf dem Hochplateau des Phönixberges im Essener Stadtteil Kupferdreh.

## Geschichte

Kasernentor Flakkaserne Kupferdreh 1938

Im Februar 1936 erging durch das Reichsluftfahrtministerium die Weisung, in Essen-Kupferdreh ein Flakschutzzentrum zu bauen. Im Februar 1937 wurde mit dem Bau der Kasernenanlage begonnen. Die Einweihung folgte am 20. März 1938.
Am 23. März 1945 erfolgte ein Bomben- und Bordwaffenangriff auf die Kaserne, die auch ein Lazarett beherbergte. Es kamen dabei 132 Menschen (Verwundete, Kranke, Schwestern des DRK, Sanitätssoldaten, Flak-Helfer, Ärzte und auch Fremdarbeiter) zu Tode. Am 25. März 1945 begrub der Pfarrer der katholischen Gemeinde Dilldorf, Pastor Pfeiffer, 124 Tote in den Bombentrichtern. Im Sommer 1945 erfolgte deren Umbettung auf den Dilldorfer Friedhof.
Am 7. August 1957 rückten die seit 1945 in der Kaserne stationierten britischen Soldaten ab. Im Frühjahr 1958 zog das Flugabwehrbataillon 41 der Luftwaffe der Bundeswehr in die Kupferdreher Kaserne ein.
Die Kupferdreher Kaserne erhielt 1964 den Namen „Ruhrland-Kaserne“. In den folgenden Jahren beherbergte die Kaserne das I. Luftwaffenversorgungsregiment 5 (mit einem Luftwaffenbetriebsstoffdepot, einer Kraftfahrzeugtransportstaffel und einer Luftwaffensanitätsstaffel), das 1981 durch das I. Luftwaffenausbildungsregiment 5 (später 1) und die  Sportfördergruppe der Bundeswehr ersetzt wurde.
Ferner war hier das Heeres-Versorgungsbataillon 206 mit Stab und vier Kompanien bis zum Umzug 1968 nach Unna-Königsborn stationiert.
Im September 1993 gab das Bundesministerium der Verteidigung bekannt, dass die Ruhrland-Kaserne endgültig zum 30. Juni 1994 aufgelöst wird. Am 11. März 1994 fand zum letzten Mal das Feierliche Gelöbnis der Rekruten statt. Die 250 Soldaten, die an diesem Tag ihr Treueversprechen abgaben, waren die letzten von insgesamt 30.000 in Kupferdreh ausgebildeten Soldaten.
Am 14. Juli 1995 kaufte die Allbau das 169.679 m² große Kasernengelände. Gemeinsam mit dem Planungsamt der Stadt Essen und dem Verein Bürgerschaft Kupferdreh rief die Allbau AG die Kupferdreher Bürger auf, einen passenden Namen für das neue Wohngebiet zu suchen. Das Ergebnis ist die Dilldorfer Höhe. Dieser Name ist jedoch irreführend, da sich die Siedlung nicht in Dilldorf, sondern in der Gemarkung Hinsbeck befindet.
Von 1995 bis 1999 erfolgte der komplette Abriss der Kaserne und der Bau der Wohnsiedlung. Die Geschichte der Ruhrland-Kaserne wurde am 7. Mai 2006 von der Bürgerschaft Kupferdreh e. V. mit einer Gedenktafel  auf der Dilldorfer Höhe dargestellt. Die Gedenktafeln sind Teil des Projektes Essener Denkmalpfade.